# Ancylus (jezero)
Jezero Ancylus je ime, ki so ga geologi dali telesu sveže vode, ki je nadomestilo Joldia morje, potem ko se je to ločilo od vnosa slane vode preko osrednje Švedske (z vzhodnem koncu kanala v bližini sedanjega Stockholma), po izostatičnem vzponu juga skandinavske reliefne oblike. To naj bi se zgodilo približno 9500-8000 pred sedanjostjo, v času borealnega obdobja. Jezero je postalo morje Littorina, ko je naraščajoča oceanska raven prodrla preko Velikega Belta.
Jezero je imenoval Gerard de Geer po Ancylus fluviatilis, polžu, ki ga najdemo v njegovih sedimentih.

## Opis
Zvišanje južne Švedske ni povsem blokiralo pretoka čez osrednjo Švedsko. Nekateri izstopi so se nadaljevali iz jezera skozi reki Göta in Steinselva, ki izstopata pri Vänernu v Kattegatu. Slana voda ni vstopila v jezero, zato je postalo povsem sladko, ko se je jezero dvignilo nad morsko gladino. Čas, ko je bil tok gotovo blokiran, je okoli 8000 pred sedanjostjo, ko se je bližnje jezero Vattern (del sistema plovnih poti) ločilo od jezera Ancylus.
Rezultat povišanja ravni jezera je Ancylus transgresija, splošne poplave okrog njegovih obal, 9500-9200 pred sedanjostjo. V tem času so bili razširjeni Botniški zaliv in deli Norveške brez ledu, medtem ko se je regija Rovaniemi na Finskem pojavila najkasneje 9000 pred sedanjostjo, kljub novim poplavam.
Pospešeno taljenje ledu in dvig zemeljske površine na različnih stopnjah in na različnih lokacijah, je pripeljalo do nestabilnosti. 9200 pred sedanjostjo se je jezero dvignilo nad prag Dars in zarezalo v bližini nov kanal, kar je zdaj "Veliki Belt" (kanal med danskimi otoki Zelandijo in Funen), kar nekateri geologi imenujemo reka Dana. V tem času, od približno 9200 do najkasneje 8000 pred sedanjostjo, je bil Skåne ali jug Švedske še otok. Začelo se je nižati nivo jezera.

## Severna Skandinavija
Okoli 9000 pred sedanjostjo je severni kanal prenehal delovati, Skåne se je pridružil Švedski, namesto Danski. Obstajala je le ožina, ki je Skåne povezovala z novimi severnimi deželami. Če je Skåne dobil oznako otok na geografski osnovi, je to moralo biti najkasneje v fazi jezera Ancylus. V tistem času so se mezolitske kulture preselile v nova nastala ozemlja okoli obal Botniškega zaliva. V svojih novih območjih so se ukvarjali z ribolovom ob obali, lovom na tjulnje in  severne jelene..
Na Laponskem so mezolitski ribiči, lovci in pastirji verjetno našli borov-brezov gozd s tundro kot odprte prostore. Poleg bora in breze je rastla še trepetlika, jelša, vrba, jagodičevje, trave in šaš. Veliko novega finskega ozemlja je bilo prekrito z blatom. Grebeni morene in melišč so oblikovali obsežen sistem otokov. Obala okoli jezera je bila kamnita.